# Live! (album Hey)
Live! – płyta koncertowa zespołu Hey wydana w 1994 roku. Materiał na płytę zarejestrowano w katowickim Spodku podczas koncertu 9 października 1994. Zarejestrowany koncert został wyróżniony Fryderykiem jako koncert roku 1994.
Wydano też edycję specjalną – Live – Special edition not for sale, jedynie na kasecie magnetofonowej w ilości 11 000 egzemplarzy, tylko dla uczestników koncertu w Spodku w 1994, z którego pochodzą nagrania. Nie była nigdy dostępny w wolnej sprzedaży, jak również nie próbowano jej reemisji.
Nagranie uzyskało status platynowej płyty.

## Lista utworów
| Nr  | Tytuł utworu                 | Długość |
| --- | ---------------------------- | ------- |
| 1.  | „Zapowiedź”                  |         |
| 2.  | „O drugim policzku”          |         |
| 3.  | „One Of Them”                |         |
| 4.  | „Have a nice day”            |         |
| 5.  | „Ja Sowa”                    |         |
| 6.  | „Niekoniecznie o mężczyźnie” |         |
| 7.  | „Delusions”                  |         |
| 8.  | „Is it strange”              |         |
| 9.  | „Zazdrość”                   |         |
| 10. | „Fate”                       |         |
| 11. | „Ho”                         |         |
| 12. | „Redemption song”            |         |
| 13. | „Chyba”                      |         |
| 14. | „Teksański”                  |         |
| 15. | „Dreams”                     |         |
| 16. | „Between”                    |         |
| 17. | „Misie”                      |         |
| 18. | „Moja i Twoja nadzieja”      |         |

| Edycja specjalna | Edycja specjalna                                 | Edycja specjalna |
| Nr               | Tytuł utworu                                     | Długość          |
| ---------------- | ------------------------------------------------ | ---------------- |
| 1.               | „Intro” (zapowiedz i wejście zespołu)            |                  |
| 2.               | „Zobaczysz”                                      |                  |
| 3.               | „For Whom The Bell Tolls” (cover Metallica)      |                  |
| 4.               | „Anioł”                                          |                  |
| 5.               | „I Should Have Known Better” (cover The Beatles) |                  |
| 6.               | „Waiting Room” (cover Fugazi)                    |                  |
| 7.               | „That’s a Lie”                                   |                  |
| 8.               | „Solo Bass”                                      |                  |
| 9.               | „Cudownie”                                       |                  |
| 10.              | „Little Peace”                                   |                  |
| 11.              | „Heledore Babe”                                  |                  |
| 12.              | „Empty Page”                                     |                  |
| 13.              | „Break on Through” (cover The Doors)             |                  |

## Wykonawcy
- Katarzyna Nosowska – śpiew
- Piotr Banach – gitara
- Jacek Chrzanowski – bas
- Robert Ligiewicz – perkusja
- Marcin Żabiełowicz – gitara
- Andrzej Smolik – klawisze, harmonijka (gościnnie)
- Lech "Groszek" Grochala – przeszkadzajki (gościnnie)